# Skitliv
Skitliv (en sueco literalmente: Vida de mierda) es una banda noruega de black-doom metal fundada en 2005 por el exvocalista de Mayhem, Maniac.
Maniac describe al proyecto como "firmemente arraigado al black metal" pero "mucho más inquietante y oscuro que todo lo que se ha hecho antes."

## Miembros

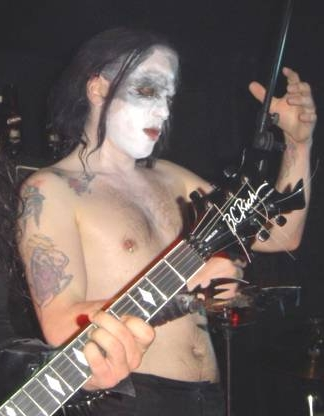
Maniac vocalista, guitarrista 2005-actualidad
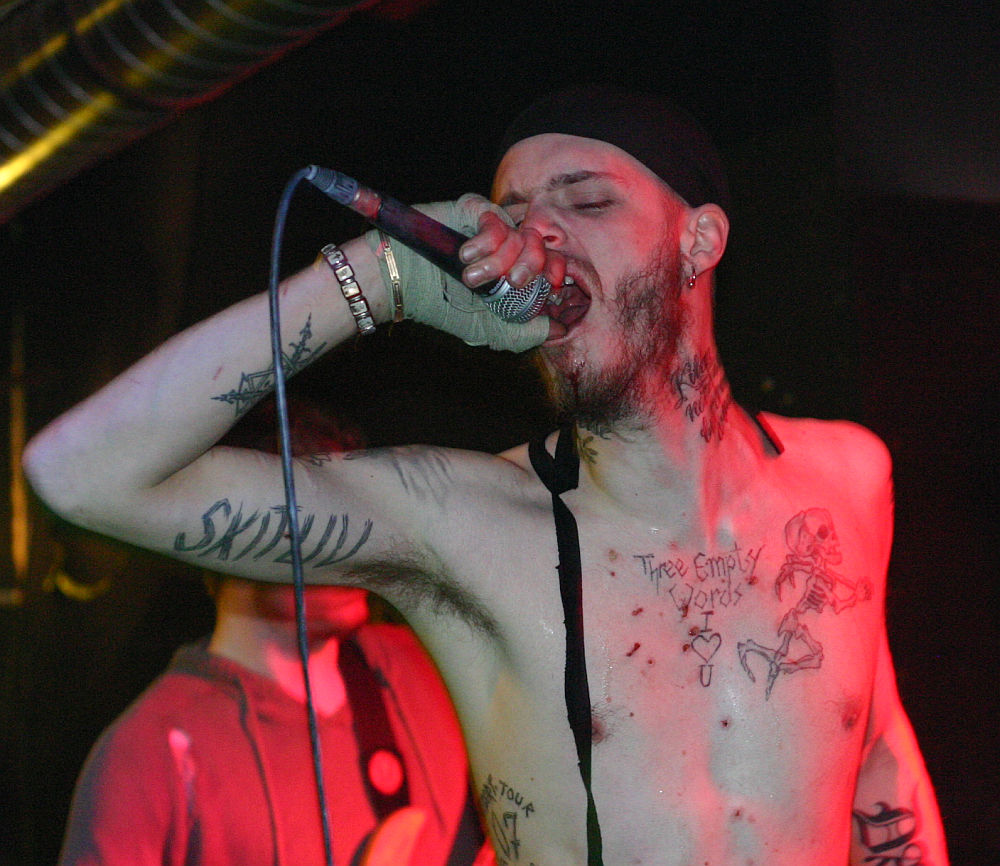
Kvarforth guitarrista 2005-actualidad

- Sven Erik "Maniac" Kristiansen - voz, guitarra
- Niklas Kvarforth - guitarra
- Dag Otto - batería
- Ingvar Magnusson - guitarra

## Discografía
- Kristiansen And Kvarforth Swim In The Sea Of Equalibrium While Waiting... (demo) (2007)
- Amfetamin (MCD) (2008)
- Skandinavisk Misantropi (2009)[2]